# Coppa Italia Dilettanti
La Coppa Italia Dilettanti è una competizione calcistica italiana organizzata a cadenza annuale dalla Lega Nazionale Dilettanti.
Nata nella stagione 1966-67 come un «campionato tra squadre» dilettantistiche su base nazionale (sostituendo così le precedenti finali nazionali tra le prime classificate nelle fasi regionali), fino all'edizione 1998-99 la competizione era assegnata tra le formazioni uscite vincitrici da due distinte fasi, quella Interregionale da una parte e quella di Eccellenza e Promozione dall'altra. Dalla stagione 1999-00 la competizione si è scissa in due coppe separate: la Coppa Italia Serie D, a cui partecipano solo le squadre iscritte al campionato di Serie D, e la Coppa Italia Dilettanti propriamente detta, dove competono le formazioni vincitrici delle fasi regionali di Eccellenza.
La vincitrice della Coppa Italia Dilettanti ha il diritto di partecipare al campionato di Serie D dell'anno successivo, rendendo il trofeo la coppa nazionale più appetibile dopo quella maggiore.

Nel caso che essa abbia già ottenuto la promozione attraverso il posto in campionato, il posto-promozione andrà alla migliore fra le altre semifinaliste che abbia diritto (le compagini che militano in Promozione o che vi siano retrocesse nella stagione in corso non possono essere promosse in Serie D). Nel caso che tutte le 4 semifinaliste siano o già state promosse, o militino in Promozione, il posto-promozione non viene assegnato.

## Il trofeo
L'esemplare originale della coppa è conservato nella sede della Lega Nazionale Dilettanti in Piazzale Flaminio a Roma e, sul basamento di forma ottagonale, riporta le incisioni coi nomi di quasi tutte le vincitrici. Il trofeo è stato realizzato da Gaspare Oliverio nel 1964, nell'ambito del premio "Crogiolo d'oro"; è in argento e lapislazzuli e presenta cesellature sulle quali sono riprodotti temi animaleschi e floreali. Al termine delle finali, la LND consegnava alle vincitrici anche un secondo trofeo: quest'ultimo rimaneva al club, mentre quello principale veniva lasciato per il tempo di festeggiare nella propria sede.
L'attuale trofeo tenta invece di imitare la forma della Coppa dei Campioni.

## Formula
| Annate                           | Formula | Partecipanti |
| -------------------------------- | --- | --- |
| Dal 1966 al 1981                 | Eliminazione diretta | 256 squadre del massimo campionato regionale |
| Dal 1981 al 1985                 | Le squadre delle due categorie fanno due tornei separati fino alla fase finale: 8 squadre, di cui 3 dall'Interregionale e 5 dalla Promozione.                                                 | Le squadre del campionato Interregionale (5º livello nazionale, primo dilettantistico) e quelle della Promozione (1º livello regionale, 6º nazionale)                                                                                  |
| Dal 1985 al 1988 e nel 1990-1991 | Le squadre delle due categorie fanno due tornei separati con assegnazione delle rispettive Coppe Italia. Le due vincitrici si affrontano poi per l'assegnazione della Coppa Italia Dilettanti | Le squadre del campionato Interregionale (5º livello nazionale, primo dilettantistico) e quelle della Promozione (1º livello regionale, 6º nazionale)                                                                                  |
| Dal 1988 al 1990                 | Le squadre delle due categorie fanno due tornei separati fino alle semifinali comprese: le 4 squadre rimaste (2 per parte) disputano la "final four" in campo neutro a sfide incrociate       | Le squadre del campionato Interregionale (5º livello nazionale, primo dilettantistico) e quelle della Promozione (1º livello regionale, 6º nazionale)                                                                                  |
| Dal 1991 al 1999                 | Le squadre delle due categorie fanno due tornei separati con assegnazione delle rispettive Coppe Italia. Le due vincitrici si affrontano poi per l'assegnazione della Coppa Italia Dilettanti | Le squadre del Campionato Nazionale Dilettanti (5º livello nazionale, primo dilettantistico) da una parte, e quelle della Eccellenza (1º livello regionale, 6º nazionale) e Promozione (2º livello regionale, 7º nazionale) dall'altra |
| Dal 1999 ad oggi                 | Format attuale | Le squadre della Eccellenza (1º livello regionale). Quelle della Promozione (2º livello regionale) dal 2007 non sono più ammesse alla fase nazionale                                                                                   |

### Format attuale
Alla Coppa Italia Dilettanti partecipano le diciannove squadre vincitrici le fasi regionali. Nel primo turno le società sono divise in tre gironi triangolari e cinque accoppiamenti secondo questo schema fisso e numericamente diseguale:
1. da 6 gironi d'Eccellenza: Liguria - Lombardia - Piemonte
2. da 4 gironi d'Eccellenza: Friuli-Venezia Giulia - Trentino-Alto Adige - Veneto
3. da 4 gironi d'Eccellenza: Emilia-Romagna - Toscana
4. da 2 gironi d'Eccellenza: Marche - Umbria
5. da 3 gironi d'Eccellenza: Lazio - Sardegna
6. da 2 gironi d'Eccellenza: Abruzzo - Molise
7. da 4 gironi d'Eccellenza: Basilicata - Campania - Puglia
8. da 3 gironi d'Eccellenza: Calabria - Sicilia

Accedono alla fase successiva le squadre vincitrici del rispettivo triangolare e delle sfide d'andata e ritorno. Va sottolineato che, nei triangolari, nella seconda giornata riposerà la squadra che avrà vinto la prima gara o, in caso di pareggio, quella che avrà disputato la prima gara in trasferta; nella terza giornata giocheranno le squadre che non si sono incontrate in precedenza. Nelle gare ad abbinamento, invece, risulterà vincente la squadra che nei due incontri avrà segnato il maggior numero di reti, ricorrendo, in caso di parità, alla regola dei gol fuori casa e, permanendone la necessità, all'immediata esecuzione dei tiri di rigore.
Le otto squadre qualificate vengono abbinate con criterio di prossimità geografica nelle sfide dei quarti di finale e delle semifinali, concedendo per principio il vantaggio del ritorno in casa alla squadra che sia l'unica delle due a non averne usufruito nel turno precedente o procedendo a sorteggiarlo negli altri casi. Anche in questi turni è prevista la regola dei gol fuori casa e la possibilità dei calci di rigore.
La finale viene disputata in campo neutro, generalmente allo stadio Gino Bozzi di Firenze. Qualora la squadra vincitrice della Coppa Italia Dilettanti abbia acquisito il diritto alla partecipazione al campionato di Serie D dell'anno successivo avendo vinto (anche successivamente) il proprio campionato di Eccellenza, tale diritto viene riservato all'altra finalista. Nell'ipotesi in cui anche quest'ultima sia già stata promossa, l'ammissione alla Serie D è riservata alla vincitrice di un apposito spareggio fra le società eliminate in semifinale.
Da notare che le squadre sono obbligate a utilizzare in ogni gara un calciatore under 19 e uno under 18: ad esempio, per il campionato 2019-2020, deve essere utilizzato un giocatore nato dopo il 1º gennaio 2000 e uno nato dopo il 1º gennaio 2001.

## Fasi regionali
- Coppa Italia Dilettanti Abruzzo
- Coppa Italia Dilettanti Basilicata
- Coppa Italia Dilettanti Calabria
- Coppa Italia Dilettanti Campania
- Coppa Italia Dilettanti Emilia-Romagna
- Coppa Italia Dilettanti Friuli-Venezia Giulia
- Coppa Italia Dilettanti Lazio
- Coppa Italia Dilettanti Liguria
- Coppa Italia Dilettanti Lombardia
- Coppa Italia Dilettanti Marche
- Coppa Italia Dilettanti Molise
- Coppa Italia Dilettanti Piemonte-Valle d'Aosta
- Coppa Italia Dilettanti Puglia
- Coppa Italia Dilettanti Sardegna
- Coppa Italia Dilettanti Sicilia
- Coppa Italia Dilettanti Toscana
- Coppa Italia Dilettanti Trentino-Alto Adige
- Coppa Italia Dilettanti Umbria
- Coppa Italia Dilettanti Veneto

## Storia

### 1966-1981
| Ripartizione delle 256 squadre partecipanti dal 1966 al 1981 | Ripartizione delle 256 squadre partecipanti dal 1966 al 1981 | Ripartizione delle 256 squadre partecipanti dal 1966 al 1981 | Ripartizione delle 256 squadre partecipanti dal 1966 al 1981 | Ripartizione delle 256 squadre partecipanti dal 1966 al 1981 | Ripartizione delle 256 squadre partecipanti dal 1966 al 1981 | Ripartizione delle 256 squadre partecipanti dal 1966 al 1981 | Ripartizione delle 256 squadre partecipanti dal 1966 al 1981 | Ripartizione delle 256 squadre partecipanti dal 1966 al 1981 | Ripartizione delle 256 squadre partecipanti dal 1966 al 1981 | Ripartizione delle 256 squadre partecipanti dal 1966 al 1981 | Ripartizione delle 256 squadre partecipanti dal 1966 al 1981 |                     |
| Numero squadre                                               | Comitati regionali                                           | Comitati regionali                                           | Comitati regionali                                           | Comitati regionali                                           | Comitati regionali                                           | Comitati regionali                                           | Comitati regionali                                           | Comitati regionali                                           | Comitati regionali                                           | Comitati regionali                                           | Comitati regionali                                           | Comitati regionali  |
| ------------------------------------------------------------ | ------------------------------------------------------------ | ------------------------------------------------------------ | ------------------------------------------------------------ | ------------------------------------------------------------ | ------------------------------------------------------------ | ------------------------------------------------------------ | ------------------------------------------------------------ | ------------------------------------------------------------ | ------------------------------------------------------------ | ------------------------------------------------------------ | ------------------------------------------------------------ | ------------------- |
| 32                                                           | Lombardia                                                    | Lombardia                                                    | Lombardia                                                    | Lombardia                                                    | Lombardia                                                    | Lombardia                                                    | Lombardia                                                    | Lombardia                                                    | Lombardia                                                    | Lombardia                                                    | Lombardia                                                    | Lombardia           |
| 20                                                           | Campania                                                     | Campania                                                     | Campania                                                     | Campania                                                     | Toscana                                                      | Toscana                                                      | Toscana                                                      | Toscana                                                      | Veneto                                                       | Veneto                                                       | Veneto                                                       | Veneto              |
| 18                                                           | Emilia-Romagna                                               | Emilia-Romagna                                               | Emilia-Romagna                                               | Emilia-Romagna                                               | Emilia-Romagna                                               | Emilia-Romagna                                               | Emilia-Romagna                                               | Emilia-Romagna                                               | Emilia-Romagna                                               | Emilia-Romagna                                               | Emilia-Romagna                                               | Emilia-Romagna      |
| 14                                                           | Friuli V.G.                                                  | Friuli V.G.                                                  | Lazio                                                        | Lazio                                                        | Liguria                                                      | Liguria                                                      | Piemonte                                                     | Piemonte                                                     | Puglia                                                       | Puglia                                                       | Sicilia                                                      | Sicilia             |
| 12                                                           | Abruzzo                                                      | Abruzzo                                                      | Abruzzo                                                      | Calabria                                                     | Calabria                                                     | Calabria                                                     | Marche                                                       | Marche                                                       | Marche                                                       | Sardegna                                                     | Sardegna                                                     | Sardegna            |
| 6                                                            | Umbria                                                       | Umbria                                                       | Umbria                                                       | Umbria                                                       | Umbria                                                       | Umbria                                                       | Umbria                                                       | Umbria                                                       | Umbria                                                       | Umbria                                                       | Umbria                                                       | Umbria              |
| 4                                                            | Basilicata                                                   | Basilicata                                                   | Basilicata                                                   | Basilicata                                                   | Basilicata                                                   | Basilicata                                                   | Trentino-Alto Adige                                          | Trentino-Alto Adige                                          | Trentino-Alto Adige                                          | Trentino-Alto Adige                                          | Trentino-Alto Adige                                          | Trentino-Alto Adige |

Il torneo inizia domenica 4 settembre 1966 con le gare del primo turno a livello regionale, sotto l'egida della LND (nata nel 1959), con 256 squadre di Prima Categoria/Promozione (che al tempo era il massimo livello regionale) in rappresentanza di tutta la Penisola. Per le prime 7 edizioni la formula fu sempre la stessa: due turni con abbinamenti a livello regionale, poi quattro turni con abbinamenti extra-regionali (cioè non si potevano incrociare compagini della propria regione) ed infine le final four in campo neutro.

Queste ultime videro lo Stadio Flaminio di Roma come scenario per le prime tre edizioni con le vittorie di Impruneta (1967), STEFER Roma (1968) e ALMAS (1969); poi vennero tre edizioni a Forte dei Marmi con i successi di Ponte San Pietro (1970), Montebelluna (1971) e Valdinievole (1972). Nel 1973 lo Jesolo ospitò e vinse la coppa, mentre l'anno successivo la Miranese vinse a Montecatini. Da ricordare che due di queste finali furono dirette da arbitri di Serie A: Concetto Lo Bello (ALMAS-Parmense, 1969) e Sergio Gonella (Valdinievole-ValDiano, 1972).
Dal 1974 scomparvero le final four, quindi le semifinali divennero ad andata e ritorno, mentre la finale rimaneva a gara unica ed in campo neutro.

La consegna della coppa originale al nel 1980

Dal 1975 al 1977 la finale della Coppa Italia Dilettanti è stata disputata come prologo di quelle della Coppa Italia maggiore, con 60000 spettatori ad ogni gara. Nel 1975 e 1976 lo Stadio Olimpico di Roma ha visto i successi del Banco di Roma (prima di Fiorentina-Milan 3-2) e Soresinese (prima di Napoli-Verona 4-0), mentre nel 1977 fu lo Stadio San Siro di Milano a vedere la vittoria del Casteggio (prima del derby Milan-Inter 2-0). Nelle file della finalista sconfitta nel 1975, la Larcianese, come portiere ed allenatore vi era Idilio Cei, storica bandiera della Lazio.

Nelle successive 4 edizioni le finali videro stadi meno gloriosi. Nel 1978, allo Stadio Appiani di Padova vi fu un derby veneto: il Sommacampagna superò il Contarina. Nel 1979 vi fu la prima vittoria di una squadra siciliana, ovvero il Ravanusa che batté i lombardi dello IAG Gazoldo, che però militavano nei gironi dell'Emilia-Romagna. Infatti, fino a metà degli anni '90 le compagini dilettanti della provincia di Mantova erano inserite nel sistema calcistico emiliano-romagnolo, mentre quelle della provincia di Piacenza in quello lombardo. Il presidente del Ravanusa era Salvatore Lauricella che organizzò la trasferta in treno di 500 tifosi da Agrigento alla Toscana, a Camaiore, sede della finale. Le finali del 1980 e del 1981 videro uno sfortunato protagonista, il Ponsacco, sconfitto in entrambe le occasioni: dal Cittadella nella prima e dall'Internapoli nella seconda.

### 1981-1991
Con l'entrata in vigore della Legge n. 91 del 23 marzo 1981 venne abolito il calcio semiprofessionistico, che in Italia era rappresentato dalla Serie C e dalla Serie D. Quest'ultima categoria passò sotto la gestione della Lega Nazionale Dilettanti e cambiò il nome in Campionato Interregionale. Venne anche decisa una riforma della Coppa Italia Dilettanti: oltre alle squadre di Promozione, vi parteciparono anche quelle dell'Interregionale. Il torneo venne diviso in due "binari" per le due categorie fino ai quarti di finale, dove approdarono 3 squadre di Interregionale e 5 di Promozione.
Mentre nella Coppa Interregionale gli abbinamenti erano col criterio di viciniorità, la Coppa Promozione continuò con la formula in vigore dal 1966: due turni a livello regionale, e tutti i successivi con abbinamenti extra-regionali.
Nel 1982 allo Stadio Brumana di Bergamo, di fronte a 6000 spettatori (il record, escludendo le 3 finali all'Olimpico e San Siro) e con incasso di 17 500 000 lire, il Leffe superò la Pro Palazzolo. Nella mattina di quel 29 maggio 1982, il portiere dei palazzolesi Claudio Ghezzi si sposò, e, finita la cerimonia, dietro il consenso della consorte, poté recarsi allo stadio per difendere i propri colori. La 17ª edizione (1983) fu l'unica in cui si incrociarono due squadre della stessa categoria (Interregionale): Lodigiani-Cuoiopelli finì 1-0 a Montecatini. Nel 1984 si dovette ricorrere per la prima volta ai tiri di rigore per decidere la sfida fra Montevarchi e Suzzara, a prevalere furoni i primi. Nel 1985, a Santa Marinella, il Rosignano Solvay superò il Posillipo.
Con l'edizione 1985-86 (20ª) le squadre delle due categorie (Interregionale e Promozione) disputarono due coppe diverse con assegnazione delle rispettive Coppe Italia di settore. Le due vincenti si affrontarono poi nella finale per la Coppa Italia Dilettanti.
Il 27 giugno 1986 venne il primo successo di una squadra di Promozione (dopo l'entrata di quelle dell'Interregionale nel 1981) quando, in un derby tutto laziale, il Cassino superò il Formia. Altro derby, stavolta abruzzese, nel 1987 a Castel di Sangro fra Chieti (neopromosso in Serie C2) ed Avezzano (neopromosso in Interregionale): a prevalere, a sorpresa, furono i secondi.
Con l'edizione 1987-88 venne un nuovo cambio di formula: le squadre delle due categorie fecero sempre due tornei separati, ma solo fino alle semifinali comprese: le 4 squadre rimaste (2 per parte) disputarono la "final four" in campo neutro a sfide incrociate.
Nel 1988, nelle final four di Senigallia, l'Altamura superò la Stezzanese (finale arbitrata da Pierluigi Collina). Poi vennero due successi di squadre di Promozione: la Sestese (1989 a Lumezzane) ed il Breno (1990 a Vibonati).
Con l'edizione 1990-91 si tornò ai due tornei separati con assegnazione delle Coppe Italia di settore, con la finale in gara unica in campo neutro. Nel 1991, in un derby ligure, il Savona batté la Sestrese in Calabria, a Locri.

### 1991-1999
Dal 1991 al 1999 ci furono ancora due coppe separate, le cui vincitrici avrebbero disputato la finale per l'assegnazione della Coppa Italia Dilettanti. Fra le novità ci furono il cambio del nome dei campionati: nel 1991 venne creata, come massimo campionato regionale, l'Eccellenza (facendo così scalare la Promozione di un gradino), mentre nel 1992 il Campionato Interregionale divenne Campionato Nazionale Dilettanti (CND). Un'altra novità ci fu l'introduzione delle coppe regionali: le squadre di Eccellenza non avrebbero più dovuto svenarsi in lunghe e costose trasferte, bensì designare un vincitore da inserire nella fase nazionale. L'ultima novità è che anche le squadre del 2º livello regionale (la Promozione appunto) potevano essere inserite nei ranghi della coppa.

Nel 1992, a Palazzo San Gervasio, in Basilicata, il Quinzano fu la prima squadra di Eccellenza a scrivere il suo nome nell'albo d'oro. Sotto 0-2, riuscì a rimontare e battere 3-2 la Torres. I tifosi bresciani, in assenza di una tribuna, furono sistemati sul rimorchio di un camion.

L'anno successivo fu il Treviso a vincere ad Alghero contro l'Imola. La sfida fu decisa ai tiri di rigore, un epilogo non sorprendente fra due squadre giunte alla finale da imbattute.

Nel 1994 il Varese superò il Civitavecchia ad Aosta per 4-2 dopo i tempi supplementari. Le due reti decisive, segnate nel secondo tempo supplementare, furono segnate da due varesini partiti dalla panchina (Musolino e Prelli).

Nel 1995 fu la volta dell'Iperzola, società nata 4 anni prima dalla fusione di Ponte Ronca e Riale. In quella stagione i felsinei vinsero tutte le 4 competizioni cui presero parte: campionato, coppa regionale, coppa Eccellenza e Coppa Italia Dilettanti. Per la prima volta, la finalissima fu disputata in gare di andata e ritorno.

Nel 1996 fu il turno dell'Alcamo a prevalere. I siciliani inflissero nell'andata l'unica sconfitta stagionale di coppa ai toscani della Fortis Juventus, mentre il ritorno si concluse sul 3-3.

Nel 1997 ci fu il triplete dell'Astrea: infatti i romani vinsero campionato, coppa CND e Coppa Italia Dilettanti.

La Larcianese vinse nel 1998 uno dei percorsi di coppa più sofferti in assoluto: degli 11 turni disputati, 4 furono superati grazie ai rigori, 2 grazie alle reti in trasferta ed uno per differenza reti.

La 33ª edizione fu l'ultima a vedere sfide fra squadre di Interregionale/CND e di Promozione/Eccellenza: nel 1999 l'ultima sfida fu un derby piemontese: il Casale prevalse sul Moncalieri.

### 1999-2021
La stagione 1999-2000, edizione numero 34, segnò lo spartiacque nella Coppa Italia Dilettanti: ci fu lo scorporo delle squadre della Serie D (nuova denominazione del C.N.D.) con la creazione della Coppa Italia Serie D, mentre la vecchia coppa continuò con le sole compagini dei campionati regionali.

Nel 2000 vinsero i siciliani dell'Orlandina contro i friulani della Sacilese in una tiratissima doppia finale decisa ai rigori (in palio vi era anche la promozione in Serie D, dato che nessuna delle due compagini aveva vinto il campionato). L'Orlandina aveva già vinto ai rigori nella fase regionale contro il Real Messina e nella finale contro il Paternò, mentre in uno dei primi turni aveva pure rimontato un 2-6 in trasferta contro il Camaro con un 4-0 casalingo. Questa fu l'ultima edizione con gare di andata e ritorno.

Nel 2001 la coppa andò al Nola che batté la Caratese 2-1 a Figline Valdarno. I lombardi andarono in vantaggio e lo mantennero fino al 90', quando l'arbitro Pasquale Rodomonti concesse un rigore ai campani che segnarono e, mentre tutti pensavano ai supplementari, una rovesciata di Musella al secondo minuto di recupero realizzò il sorpasso. All'allenatore campano Musella venne un malore ma, prontamente assistito, poté festeggiare con la squadra.

Nel 2002 la vittoria toccò alla Boys Caivanese che, a Calenzano, superò il Monfalcone nelle fasi finali della gara, comunque i campani avevano già la promozione assicurata, avendo i bisiachi già vinto il proprio campionato. La Caivanese vinse, in quella stagione. 15 gare di coppa su 18, l'unica sconfitta venne nei quarti della fase nazionale contro il Real Messina.

Nel 2003 coppa e promozione andarono al Ladispoli (1-0 sul Derthona), mentre l'anno successivo fu il turno del Salò (1-0 sul San Paolo Bari, che finì la gara con sette uomini in campo, viste le quattro espulsioni decretate dall'arbitro Gianpaolo Calvarese). Nel 2005 vinse la Colognese che superò 2-1 il Real Altamura; per la seconda volta consecutiva in finale andarono i rappresentanti della Lombardia e quelli della Puglia ed ha prevalere furono i primi in entrambe le occasioni. Nel 2006 l'Esperia Viareggio superò il Real Ippogrifo Sarno per 2-0.
Nel 2007 la Casertana si presentò da favorita, invece la vittoria sorrise al Pontevecchio grazie ad una rete all'ultimo minuto da parte di Coresi. L'anno successivo per la prima volta vi fu il primo trionfo per una squadra calabrese: la HinterReggio superò la Pro Settimo & Eureka, pur andata in vantaggio, per 3-1 dopo i supplementari. Nel 2009 la coppa rimase al Sud grazie alla vittoria della Casarano grazie al 4-0 sul Castel Rigone; in questa partita Alberto Villa segnò una tripletta, che portò a 39 il suo bottino stagionale.

Nel 2010 la finale, disputata a Roma nell'impianto dell'Astrea, il Tuttocuoio superò 3-1 la Capriatese, una squadra con sede in Campania, ma iscritta nei campionati del Molise. Per i campano/molisani vi fu anche la promozione in Serie D, dato che i toscani avevano già vinto il proprio campionato.

Nel 2011 la vittoria arrise all'Ancona, squadra da poco rifondata, che prevalse 3-1 sul Città di Marino. Molti tifosi vennero sia dalla vicina Marino, sia da Ancona, e per chi rimase a casa ci fu la diretta tv. Nel 2012, allo Stadio Flaminio con 4000 spettatori dalla Puglia, il Bisceglie superò 2-1 il Pisa Sporting Club con doppietta di Nicolas Di Rito. Nel 2013 la Fermana si aggiudicò la coppa, battendo 1-0 con rete al quarto minuto di recupero, l'Audace Cerignola con rete di Simone Mangiola, il calciatore più giovane in campo.
Nel 2014 a trionfare fu il Campobasso con un ruolino di 15 vittorie e 2 pareggi in 17 partite di coppa. Ad essere sconfitto per 3-2 fu il Ponsacco, alla sua terza sconfitta in finale su tre disputate.

Nel 2015 vinsero i pugliesi della Virtus Francavilla sui lombardi della Bustese (4-2), mentre l'anno successivo la vittoria toccò alla Unione Sanremo sul Mazara per 2-0 grazie ai rigori di Cardini e di Scalzi. Nel 2017 il Villabiagio si portò dopo 19 minuti sul 3-0 contro il Troina, ma a metà ripresa i siciliani realizzarono due reti rendendo incandescente il finale di una partita che sembrava chiusa. Un anno dopo venne la prima vittoria per una squadra del Südtirol: coppa e promozione andarono al Sankt Georgen (da una frazione di Brunico) che superò 2-0 la Vigor Trani.

L'ultima finale ad oggi disputata fu quella del 2019 quando i pugliesi della Casarano (prima compagine a conquistare il trofeo per la seconda volta) batterono i veneti del Caldiero.
L'edizione 2019-20 è stata interrotta a causa dell'emergenza causata dalla pandemia di COVID-19 dopo la disputa di soli 13 incontri del primo turno, mentre l'edizione successiva non ha neanche visto la luce dato che con il DPCM del 24 ottobre 2020 viene stabilita la sospensione di tutte le attività regionali, tra cui la Coppa Italia Dilettanti, ancora alla fase regionale.

## Albo d'oro
| Stagione                         | Vincitore           | Risultato            | Finalista            | Dove                 | Dove                        |
| Stagione                         | Vincitore           | Risultato            | Finalista            | Città                | Stadio                      |
| -------------------------------- | ------------------- | -------------------- | -------------------- | -------------------- | --------------------------- |
| Dilettanti regionali             |                     |                      |                      |                      |                             |
| 1966-1967                        | Impruneta           | 1–0                  | Angri                | Roma                 | Stadio Flaminio             |
| 1967-1968                        | STEFER Roma         | 3–0                  | Sora                 | Roma                 | Stadio Flaminio             |
| 1968-1969                        | ALMAS               | 1–0                  | Parmense             | Roma                 | Stadio Flaminio             |
| 1969-1970                        | Ponte San Pietro    | 1–0                  | Leffe                | Forte dei Marmi      | Stadio Carlo Necchi         |
| 1970-1971                        | Montebelluna        | 1–0                  | Cassino              | Forte dei Marmi      | Stadio Carlo Necchi         |
| 1971-1972                        | Unione Valdinievole | 4–0                  | Vallo di Diano       | Forte dei Marmi      | Stadio Carlo Necchi         |
| 1972-1973                        | Jesolo              | 2–0                  | Morrone Cosenza      | Jesolo               | Stadio Armando Picchi       |
| 1973-1974                        | Miranese            | 1–0                  | Bovalinese           | Montecatini Terme    | Stadio Daniele Mariotti     |
| 1974-1975                        | Banco di Roma       | 2–0 (dts)            | Larcianese           | Roma                 | Stadio Olimpico             |
| 1975-1976                        | Soresinese          | 1–0                  | Stezzanese           | Roma                 | Stadio Olimpico             |
| 1976-1977                        | Casteggio           | 2–0                  | Sangiuseppese        | Milano               | Stadio San Siro             |
| 1977-1978                        | Sommacampagna       | 1–0                  | Contarina            | Padova               | Stadio Silvio Appiani       |
| 1978-1979                        | Ravanusa            | 1–0                  | IAG Gazoldo          | Camaiore             | Stadio Comunale             |
| 1979-1980                        | Cittadella          | 2–1 (dts)            | Ponsacco             | Montecatini Terme    | Stadio Comunale             |
| 1980-1981                        | Internapoli         | 1–0                  | Ponsacco             | Albino               | Stadio J.F. Kennedy         |
| Dilettanti nazionali e regionali |                     |                      |                      |                      |                             |
| 1981-1982                        | Leffe               | 1–0                  | Pro Palazzolo        | Bergamo              | Stadio Comunale             |
| 1982-1983                        | Lodigiani           | 1–0                  | Cuoiopelli           | Montecatini Terme    | Stadio Comunale             |
| 1983-1984                        | Montevarchi         | 1–1 (dts), (4-2 dtr) | Suzzara              | Chioggia             | Stadio Aldo e Dino Ballarin |
| 1984-1985                        | Solvay Rosignano    | 2–1                  | Posillipo            | Santa Marinella      | Stadio Comunale             |
| 1985-1986                        | Cassino             | 3–1                  | Formia               | Viareggio            | Stadio dei Pini             |
| 1986-1987                        | Avezzano            | 2–1 (dts)            | Chieti               | Castel di Sangro     | Stadio Teofilo Patini       |
| 1987-1988                        | Altamura            | 1–0 (dts)            | Stezzanese           | Senigallia           | Stadio Comunale             |
| 1988-1989                        | Sestese             | 1–0                  | Molfetta             | Lumezzane            | Stadio Tullio Saleri        |
| 1989-1990                        | Breno               | 0–0 (dts), (4-3 dtr) | Pistoiese            | Vibonati             | Stadio Valentino Mazzola    |
| 1990-1991                        | Savona              | 2–0                  | Sestrese             | Locri                | Stadio G.R. Macrì           |
| 1991-1992                        | Quinzano            | 3–2                  | Torres               | Palazzo San Gervasio | Campo Sportivo              |
| 1992-1993                        | Treviso             | 0–0 (dts), (4-2 dtr) | Imola                | Alghero              | Stadio Mariotti             |
| 1993-1994                        | Varese              | 4–2 (dts)            | Civitavecchia        | Aosta                | Stadio Mario Puchoz         |
| 1994-1995                        | Iperzola            | 1–0 e 4–1            | San Severo           | Andata e ritorno     | Andata e ritorno            |
| 1995-1996                        | Alcamo              | 1–0 e 3–3            | Fortis Juventus      | Andata e ritorno     | Andata e ritorno            |
| 1996-1997                        | Astrea              | 3–0                  | Noicattaro           | Roma                 | Stadio Olimpico             |
| 1997-1998                        | Larcianese          | 3–1 e 2–3            | Campobasso           | Andata e ritorno     | Andata e ritorno            |
| 1998-1999                        | Casale              | 3–0 e 0–0            | Moncalieri           | Andata e ritorno     | Andata e ritorno            |
| Dilettanti regionali             |                     |                      |                      |                      |                             |
| 1999-2000                        | Orlandina           | 0–2 e 2–0 (5-4 dtr)  | Sacilese             | Andata e ritorno     | Andata e ritorno            |
| 2000-2001                        | Comprensorio Nola   | 2–1                  | Caratese             | Figline Valdarno     | Stadio Goffredo Del Buffa   |
| 2001-2002                        | Boys Caivanese      | 2–1                  | Monfalcone           | Calenzano            | Stadio Paolo Magnolfi       |
| 2002-2003                        | Ladispoli           | 1–0                  | Derthona             | Pontassieve          | Stadio Comunale             |
| 2003-2004                        | Salò Valsabbia      | 1–0                  | San Paolo Bari       | Roma                 | Stadio Flaminio             |
| 2004-2005                        | Colognese           | 2–1                  | Real Altamura        | Roma                 | Stadio Tre Fontane          |
| 2005-2006                        | Viareggio           | 2–0                  | Real Ippogrifo Sarno | Roma                 | Stadio Flaminio             |
| 2006-2007                        | Pontevecchio        | 1–0                  | Casertana            | Roma                 | Stadio Flaminio             |
| 2007-2008                        | HinterReggio        | 3–1 (dts)            | Pro Settimo & Eureka | Roma                 | Salaria Sport Village       |
| 2008-2009                        | Casarano            | 4–0                  | Castel Rigone        | Roma                 | Stadio Flaminio             |
| 2009-2010                        | Tuttocuoio          | 3–1                  | Capriatese           | Roma                 | Stadio Casal del Marmo      |
| 2010-2011                        | Ancona              | 3–1                  | Città di Marino      | Roma                 | Stadio Casal del Marmo      |
| 2011-2012                        | Bisceglie           | 2–1                  | Pisa Sporting Club   | Roma                 | Stadio Flaminio             |
| 2012-2013                        | Fermana             | 1–0                  | Audace Cerignola     | Rieti                | Stadio Scopigno             |
| 2013-2014                        | Campobasso          | 3–2                  | Ponsacco             | Firenze              | Stadio Gino Bozzi           |
| 2014-2015                        | Virtus Francavilla  | 4–2                  | Bustese              | Firenze              | Stadio Gino Bozzi           |
| 2015-2016                        | Unione Sanremo      | 2–0                  | Mazara               | Firenze              | Stadio Gino Bozzi           |
| 2016-2017                        | Villabiagio         | 3–2                  | Troina               | Firenze              | Stadio Gino Bozzi           |
| 2017-2018                        | Sankt Georgen       | 2–0                  | Vigor Trani          | Firenze              | Stadio Gino Bozzi           |
| 2018-2019                        | Casarano            | 2–1                  | Caldiero             | Firenze              | Stadio Gino Bozzi           |
| 2019-2020                        | Non terminata       | Non terminata        | Non terminata        | Non terminata        | Non terminata               |
| 2020-2021                        | Non disputata       | Non disputata        | Non disputata        | Non disputata        | Non disputata               |
| 2021-2022                        | Barletta            | 2–1 (dts)            | Salsomaggiore        | Rieti                | Stadio Scopigno             |
| 2022-2023                        | Cast Brescia        | 1–0                  | San Marzano          | Firenze              | Stadio Gino Bozzi           |
| 2023-2024                        | Paternò             | 1–0                  | Solbiatese           | Firenze              | Stadio Gino Bozzi           |
| 2024-2025                        | Rovato Vertovese    | 3–1                  | Barletta             | Teramo               | Stadio Gaetano Bonolis      |

### Albo d'oro delle coppe distinte
Nei 18 anni in hanno partecipato le compagini di Interregionale/C.N.D. vi sono state due coppe distinte, le cui migliori squadre accedevano alla finale/fase finale contro i sodalizi dell'altra coppa. La coppa principale è stava vinta 11 volte dai Dilettanti Nazionali e 7 da quelli Regionali.
| Stagione                                                                         | Vincitore                                                                        | Risultato                                                                        | Finalista                                                                        | Vincitore                                                                        | Risultato                                                                        | Finalista                                                                        | Stagione                                                                         |
| -------------------------------------------------------------------------------- | -------------------------------------------------------------------------------- | -------------------------------------------------------------------------------- | -------------------------------------------------------------------------------- | -------------------------------------------------------------------------------- | -------------------------------------------------------------------------------- | -------------------------------------------------------------------------------- | -------------------------------------------------------------------------------- |
| Coppa Italia Dilettanti Nazionali Interregionale (1981-1992), C.N.D. (1992-1999) | Coppa Italia Dilettanti Nazionali Interregionale (1981-1992), C.N.D. (1992-1999) | Coppa Italia Dilettanti Nazionali Interregionale (1981-1992), C.N.D. (1992-1999) | Coppa Italia Dilettanti Nazionali Interregionale (1981-1992), C.N.D. (1992-1999) | Coppa Italia Dilettanti Regionali Promozione (1981-1991), Eccellenza (1991-1999) | Coppa Italia Dilettanti Regionali Promozione (1981-1991), Eccellenza (1991-1999) | Coppa Italia Dilettanti Regionali Promozione (1981-1991), Eccellenza (1991-1999) | Coppa Italia Dilettanti Regionali Promozione (1981-1991), Eccellenza (1991-1999) |
| 1981-1982                                                                        | Finale non disputata (3 squadre accedono ai quarti di finale)                    | Finale non disputata (3 squadre accedono ai quarti di finale)                    | Finale non disputata (3 squadre accedono ai quarti di finale)                    | Finale non disputata (5 squadre accedono ai quarti di finale)                    | Finale non disputata (5 squadre accedono ai quarti di finale)                    | Finale non disputata (5 squadre accedono ai quarti di finale)                    | 1981-1982                                                                        |
| 1982-1983                                                                        | Finale non disputata (3 squadre accedono ai quarti di finale)                    | Finale non disputata (3 squadre accedono ai quarti di finale)                    | Finale non disputata (3 squadre accedono ai quarti di finale)                    | Finale non disputata (5 squadre accedono ai quarti di finale)                    | Finale non disputata (5 squadre accedono ai quarti di finale)                    | Finale non disputata (5 squadre accedono ai quarti di finale)                    | 1982-1983                                                                        |
| 1983-1984                                                                        | Finale non disputata (3 squadre accedono ai quarti di finale)                    | Finale non disputata (3 squadre accedono ai quarti di finale)                    | Finale non disputata (3 squadre accedono ai quarti di finale)                    | Finale non disputata (5 squadre accedono ai quarti di finale)                    | Finale non disputata (5 squadre accedono ai quarti di finale)                    | Finale non disputata (5 squadre accedono ai quarti di finale)                    | 1983-1984                                                                        |
| 1984-1985                                                                        | Finale non disputata (3 squadre accedono ai quarti di finale)                    | Finale non disputata (3 squadre accedono ai quarti di finale)                    | Finale non disputata (3 squadre accedono ai quarti di finale)                    | Finale non disputata (5 squadre accedono ai quarti di finale)                    | Finale non disputata (5 squadre accedono ai quarti di finale)                    | Finale non disputata (5 squadre accedono ai quarti di finale)                    | 1984-1985                                                                        |
| 1985-1986                                                                        | Formia                                                                           | 2–2 e 1–0                                                                        | ALMAS                                                                            | Cassino                                                                          | 2–0 e 0–0                                                                        | Pontevecchio                                                                     | 1985-1986                                                                        |
| 1986-1987                                                                        | Chieti                                                                           | 2–0 e 1–3 (gfc)                                                                  | Seregno                                                                          | Avezzano                                                                         | 2–1 e 2–1                                                                        | Verbano                                                                          | 1986-1987                                                                        |
| 1987-1988                                                                        | Altamura                                                                         | 1–0 e 1–2 (gfc)                                                                  | Leffe                                                                            | Stezzanese                                                                       | 2–1 e 4–1                                                                        | R. Curi Pescara                                                                  | 1987-1988                                                                        |
| 1988-1989                                                                        | Finale non disputata (2 squadre accedono alle final four)                        | Finale non disputata (2 squadre accedono alle final four)                        | Finale non disputata (2 squadre accedono alle final four)                        | Finale non disputata (2 squadre accedono alle final four)                        | Finale non disputata (2 squadre accedono alle final four)                        | Finale non disputata (2 squadre accedono alle final four)                        | 1988-1989                                                                        |
| 1989-1990                                                                        | Finale non disputata (2 squadre accedono alle final four)                        | Finale non disputata (2 squadre accedono alle final four)                        | Finale non disputata (2 squadre accedono alle final four)                        | Finale non disputata (2 squadre accedono alle final four)                        | Finale non disputata (2 squadre accedono alle final four)                        | Finale non disputata (2 squadre accedono alle final four)                        | 1989-1990                                                                        |
| 1990-1991                                                                        | Savona                                                                           | 0–0 e 0–0 (6-5 dtr)                                                              | Avezzano                                                                         | Sestrese                                                                         | 1–0 e 1–2 (gfc)                                                                  | Castrovillari                                                                    | 1990-1991                                                                        |
| 1991-1992                                                                        | Torres                                                                           | 2–1                                                                              | Sora                                                                             | Quinzano                                                                         | 3–0 e 2–1                                                                        | Maceratese                                                                       | 1991-1992                                                                        |
| 1992-1993                                                                        | Treviso                                                                          | 0–0 e 1–0                                                                        | Sportiva Cariatese                                                               | Imola                                                                            | 2–1 e 0–0                                                                        | Juventina Gela                                                                   | 1992-1993                                                                        |
| 1993-1994                                                                        | Varese                                                                           | 1–0 e 0–0                                                                        | Tolentino                                                                        | Civitavecchia                                                                    | 2–0 e 0–0                                                                        | Alcamo                                                                           | 1993-1994                                                                        |
| 1994-1995                                                                        | San Severo                                                                       | 1–0 e 1–0                                                                        | Arzignano                                                                        | Iperzola                                                                         | 1–1 e 3–1                                                                        | Crotone                                                                          | 1994-1995                                                                        |
| 1995-1996                                                                        | Alcamo                                                                           | 0–0 e 4–0                                                                        | Nardò                                                                            | Fortis Juventus                                                                  | 1–0 e 0–0                                                                        | Locri                                                                            | 1995-1996                                                                        |
| 1996-1997                                                                        | Astrea                                                                           | 1–0 e 3–1                                                                        | Albinese                                                                         | Noicattaro                                                                       | 1–0 e 1–1                                                                        | Ivrea                                                                            | 1996-1997                                                                        |
| 1997-1998                                                                        | Campobasso                                                                       | 1–0 e 1–2 (gfc)                                                                  | Faenza                                                                           | Larcianese                                                                       | 0–1 e 1–0 (4-1 dtr)                                                              | Squinzano                                                                        | 1997-1998                                                                        |
| 1998-1999                                                                        | Casale                                                                           | 3–1 e 2–3                                                                        | Latina                                                                           | Moncalieri                                                                       | 2–0 e 6–1                                                                        | Taurisano                                                                        | 1998-1999                                                                        |

### Albo d'oro per regioni dalla stagione 1981-1982 al 1998-1999
| Regione        | Titoli | Anni                                       |
| -------------- | ------ | ------------------------------------------ |
| Lombardia      | 4      | 1991-1992, 1989-1990, 1981-1982, 1993-1994 |
| Toscana        | 4      | 1997-1998, 1988-1989, 1984-1985, 1983-1984 |
| Lazio          | 3      | 1996-1997, 1985-1986, 1982-1983            |
| Abruzzo        | 1      | 1986-1987                                  |
| Puglia         | 1      | 1987-1988                                  |
| Liguria        | 1      | 1990-1991                                  |
| Emilia-Romagna | 1      | 1994-1995                                  |
| Sicilia        | 1      | 1995-1996                                  |
| Piemonte       | 1      | 1998-1999                                  |
| Veneto         | 1      | 1992-1993                                  |

### Albo d'oro per regioni dalla stagione 1999-2000 a oggi
| Regione             | Titoli | Anni                                                  |
| ------------------- | ------ | ----------------------------------------------------- |
| Puglia              | 5      | 2008-2009, 2011-2012, 2014-2015, 2018-2019, 2021-2022 |
| Lombardia           | 4      | 2003-2004, 2004-2005, 2022-2023, 2024-2025            |
| Campania            | 2      | 2000-2001, 2001-2002                                  |
| Toscana             | 2      | 2005-2006, 2009-2010                                  |
| Marche              | 2      | 2010-2011, 2012-2013                                  |
| Umbria              | 2      | 2006-2007, 2016-2017                                  |
| Sicilia             | 2      | 1999-2000, 2023-2024                                  |
| Lazio               | 1      | 2002-2003                                             |
| Calabria            | 1      | 2007-2008                                             |
| Molise              | 1      | 2013-2014                                             |
| Liguria             | 1      | 2015-2016                                             |
| Trentino-Alto Adige | 1      | 2017-2018                                             |

## Statistiche e record

Il trofeo originale (sulla sinistra), qui detenuto nel 1971 dal.

- L'originale e storica Coppa Italia Dilettanti era costituita da un caratteristico trofeo dall'insolita forma ottagonale. L'attuale trofeo tenta invece di imitare la forma della Coppa dei Campioni.
- Nessuna squadra è riuscita a centrare nella stessa stagione il trofeo e lo Scudetto Dilettanti.
- La Lodigiani, il Montevarchi, il Varese e l'Astrea hanno vinto nella stessa stagione il torneo e il proprio girone del Campionato Interregionale.
- Il Salò, il Viareggio, il Pontevecchio, l'HinterReggio, il Casarano, il Tuttocuoio, l'Ancona, il Campobasso, la Virtus Francavilla, il Villabiagio, il Barletta, il Cast Brescia e la Rovato Vertovese hanno vinto nella stessa stagione il torneo e il proprio girone di Eccellenza.
- Il Casarano ed il Varese sono gli unici club ad aver vinto almeno un'edizione sia della Coppa Italia Serie C sia della Coppa Italia Dilettanti.
- L'Ancona è l'unica squadra ad aver disputato sia una finale di Coppa Italia dilettanti che una della Coppa Italia maggiore.
- L'Ancona, il Casale, il Treviso e il Varese sono le uniche squadre ad aver disputato la Serie A e ad aver vinto il trofeo.
- Il Casale è l'unica squadra già Campione d'Italia ad aver conquistato il trofeo.
- Il Casarano è l'unica squadra ad aver vinto per 2 volte il trofeo.
- Il Ponsacco ha perso tutte le 3 finali disputate.